# Tapalqué partido
Tapalqué egy partido Argentína középpontjától keletre, Buenos Aires tartományban. Székhelye Tapalqué.

## Népesség
A partido népessége a közelmúltban a következőképpen változott:
| Év   | Lakosság |
| ---- | -------- |
| 2001 | 8192     |
| 2010 | 9178     |